# Список військових баз США

Країни, в яких знаходяться американські бази

Список військових баз США — список військових інсталяцій, об'єктів, що перебувають під юрисдикцією Збройних сил США на території Сполучених Штатів та за кордоном. Під військовою інсталяцією розуміють військову базу, табір, пост, станцію, полігон, навчальний або випробувальний центр, порт або інший географічний об'єкт, який перебуває у веденні міністерства оборони США, у тому числі об'єкти, що тимчасово управляються американськими військовими на правах оренди. В деяких випадках військова інсталяція об'єднує декілька окремих об'єктів під загальним керівництвом.
Сполучені Штати є найбільшим у світі володарем військових об'єктів за кордоном, зокрема 38 з них мають власне ім'я. Найбільшою військовою базою США є база Повітряних сил США «Рамштайн».

## За країною/адміністративною одиницею

### Об'єднані
| Назва                                                       | Фото          | Країна розташування (регіон)                                                | Належність               | Роль | Прим. |
| Об'єднані                                                   | Об'єднані     | Об'єднані                                                                   | Об'єднані                | Об'єднані | Об'єднані |
| Штаб-квартири                                               | Штаб-квартири | Штаб-квартири                                                               | Штаб-квартири            | Штаб-квартири | Штаб-квартири |
| ----------------------------------------------------------- | ------------- | --------------------------------------------------------------------------- | ------------------------ | --- | --- |
| Пентагон                                                    |               | США, Арлінгтон, Вірджинія                                                   | Міністерство оборони США | штаб-квартира МО США (адміністративна будівля) | |
| Об'єднані (за кордоном)                                     |               |                                                                             |                          | | |
| Резерви майна                                               |               |                                                                             |                          | | |
| Сховища резервного воєнного майна (англ. War reserve stock) |               | розташовані у багатьох країнах-членах НАТО та основних союзних США державах | Міністерство оборони США | Резервні запаси сировини, озброєння та військової техніки, військово-технічного майна, боєприпасів, продовольства тощо на випадок початку воєнних дій у певних регіонах світу | |
| Протиракетна оборона                                        |               |                                                                             |                          | | |
| Пайн Геп                                                    |               | Австралія, Аліс-Спрингс, Північна Територія                                 | Міністерство оборони США | Об'єднана науково-дослідницька наземна станція космічної оборони (англ. Joint Defence Space Research Facility)                                                                | використовується військовослужбовцями США та оперативниками ЦРУ, АНБ, Національним агентством військово-космічної розвідки спільно з австралійським міністерством оборони та Розвідувальним співтовариством Австралії. |

### Об'єднані міжвидові
| Назва                                            | Фото                | Країна розташування (регіон)                  | Належність | Роль                                                    | Прим. |
| Об'єднані міжвидові                              | Об'єднані міжвидові | Об'єднані міжвидові                           | Об'єднані міжвидові | Об'єднані міжвидові                                     | Об'єднані міжвидові |
| ------------------------------------------------ | ------------------- | --------------------------------------------- | --- | ------------------------------------------------------- | --- |
| Об'єднана військова база Елмендорф-Річардсон     |                     | Аляска, Анкоридж                              | Міністерство армії США/Міністерство Повітряних сил США                                                                                           | Об'єднана військова база                                | Резерв Збройних сил (військова база армії Форт Річардсон, авіабаза Елмендорф)                                           |
| Об'єднана військова база Перл-Гарбор-Гіккам      |                     | Гаваї, Гонолулу                               | Міністерство військово-морських сил США/Міністерство Повітряних сил США                                                                          | Об'єднана військова база                                | Тихоокеанський флот США (Перл-Гарбор)/Тихоокеанське командування Повітряних сил США (Гіккам)                            |
| Об'єднана військова база Макгвайр-Дікс-Лейкгерст |                     | Нью-Джерсі, Райтстаун і Лейкгерст, Нью-Джерсі | Міністерство Повітряних сил США | Об'єднана військова база                                | Транспортне командування Повітряних сил США                                                                             |
| Об'єднана експедиційна база Літл-Крік—Форт Сторі |                     | Вірджинія, Вірджинія-Біч                      | Міністерство військово-морських сил США/Міністерство армії США/Командування спеціальних операцій США/Корпус морської піхоти США/Берегова охорона | об'єднана експедиційна база                             | Командування сил флоту США/Командування експедиційних сил ВМС США (Форт Сторі та Об'єднана експедиційна база Літл-Крік) |
| Об'єднана військова база Чарлстон                |                     | Південна Кароліна, Норт-Чарлстон              | Міністерство Повітряних сил США/Міністерство військово-морських сил США                                                                          | об'єднана військово-повітряна та військово-морська база | Транспортне командування Повітряних сил США                                                                             |
| Об'єднаний регіон Маріанські острови             |                     | Гуам, Асан-Майна                              | Міністерство військово-морських сил США/Міністерство Повітряних сил США/Корпус морської піхоти США                                               | об'єднана військово-морська та військово-повітряна база | Тихоокеанський флот США (Гуам, Кемп-Блаз)/Тихоокеанське командування Повітряних сил США (Андерсен)                      |
| Об'єднана військова база Сан-Антоніо             |                     | Техас, Сан-Антоніо                            | Міністерство Повітряних сил США/Міністерство армії США                                                                                           | Об'єднана військова база                                | Командування освіти та тренувань Повітряних сил США (Форт Сем Х'юстон та авіабази Рендольф і Лекланд)                   |
| Об'єднана військова база Ленглі-Юстіс            |                     | Вірджинія, Ньюпорт-Ньюс                       | Міністерство армії США/Міністерство Повітряних сил США/Берегова охорона                                                                          | Об'єднана військова база                                | Командування навчання та доктрин армії США (Форт Юстіс та авіабаза Ленглі)                                              |
| Об'єднана військова база Маєр-Гендерсон-Холл     |                     | Вірджинія, Арлінгтон                          | Міністерство армії США/Корпус морської піхоти США/Міністерство військово-морських сил США                                                        | Об'єднана військова база                                | Командування управління інсталяціями армії США (Форт Маєр, Форт Леслі Макнейр і Гендерсон-Холл)                         |
| Об'єднана військова база Льюїс-Маккорд           |                     | Вашингтон, Такома                             | Міністерство армії США/Міністерство Повітряних сил США                                                                                           | Об'єднана військова база                                | Командування управління інсталяціями армії США (Форт Льюїс та авіабаза Маккорд)                                         |
| Об'єднана військова база Анакостіа-Боллінг       |                     | , Колумбія                                    | Міністерство Повітряних сил США/Міністерство військово-морських сил США                                                                          | Об'єднана військова база                                | Військовий округ Повітряних сил США «Вашингтон» (ВМБ Анакостіа та авіабаза Боллінг)                                     |
| Об'єднана військова база Ендрюс                  |                     | Меріленд, Графство принца Георга              | Міністерство Повітряних сил США/Резерв ВМС США                                                                                                   | Об'єднана військова база                                | Військовий округ Повітряних сил США «Вашингтон» (авіабази Ендрюс і Вашингтон)                                           |

### Військові бази армії США
| Назва                                   | Фото                 | Країна розташування (регіон)                                | Належність                              | Роль                                                                                   | Прим. |
| Військові бази армії                    | Військові бази армії | Військові бази армії                                        | Військові бази армії                    | Військові бази армії                                                                   | Військові бази армії |
| На території США                        | На території США     | На території США                                            | На території США                        | На території США                                                                       | На території США |
| --------------------------------------- | -------------------- | ----------------------------------------------------------- | --------------------------------------- | -------------------------------------------------------------------------------------- | --- |
| Редстоун-Арсенал                        |                      | Алабама, Медісон                                            | Міністерство армії США                  | військова база, випробувальний центр та полігон ракетної, авіаційної та хімічної зброї | Командування матеріального забезпечення армії, Авіаційно-ракетне командування армії, Агентство протиракетної оборони, Космічний центр Маршалла      |
| Форт Вейнрайт                           |                      | Аляска, Фербенкс-Норт-Стар                                  | Міністерство армії США                  | військова база, авіабаза                                                               | Армія «Аляска» |
| Випробувальний полігон в Юмі            |                      | Аризона, Ла-Пас і Юма                                       | Міністерство армії США                  | військовий полігон                                                                     | |
| Форт Ірвін                              |                      | Каліфорнія, пустеля Мохаве, Сан-Бернардіно                  | Міністерство армії США                  | навчальний центр                                                                       | Командування сил армії США |
| Депо Сьєрра                             |                      | Каліфорнія, Герлонг, Лассен                                 | Міністерство армії США                  | база зберігання                                                                        | |
| Навчальний центр Паркс                  |                      | Каліфорнія, Дублін                                          | Міністерство армії США                  | навчальний центр підготовки військ Резерву армії                                       | Резерв Армії |
| Форт Карсон                             |                      | Колорадо, Ель-Пасо/Пуебло/Фремонт                           | Міністерство армії США                  | військова база                                                                         | |
| Форт Леслі Макнейр                      |                      | , Колумбія                                                  | Міністерство армії США                  | військова база                                                                         | Військовий округ армії США «Вашингтон» |
| Форт Мур до 2023 року Форт Беннінг      |                      | Джорджія, Чаттагучі                                         | Міністерство армії США                  | військова база                                                                         | Командування сил армії, Командування навчання та доктрин армії                                                                                      |
| Форт Ейзенхауер                         |                      | Джорджія, Огаста                                            | Міністерство армії США                  | військова база                                                                         | Корпус зв'язку армії |
| Форт Гуачука                            |                      | Аризона, Кочіс                                              | Міністерство армії США                  | військова база                                                                         | Командування управління інсталяціями армії |
| Форт Стюарт                             |                      | Джорджія, Ліберті, Браян                                    | Міністерство армії США                  | військова база                                                                         | |
| Форт Шафтер                             |                      | Гаваї, Гонолулу                                             | Міністерство армії США                  | військова база                                                                         | Тихоокеанська армія |
| Шофілд Барракс                          |                      | Гаваї, Гонолулу                                             | Міністерство армії США                  | військова база                                                                         | |
| Рок-Айлендський арсенал                 |                      | Іллінойс, Рок-Айленд                                        | Міністерство армії США                  | військова база                                                                         | Корпус інженерів армії/Об'єднане командування боєприпасів/Командування матеріального забезпечення армії/1-ша армія                                  |
| Форт Лівенворт                          |                      | Канзас, Лівенворт                                           | Міністерство армії США                  | військова база/військовий навчальний заклад                                            | Командно-штабний коледж армії США |
| Форт Райлі                              |                      | Канзас, Гірі/Райлі                                          | Міністерство армії США                  | військова база                                                                         | |
| Форт Кемпбелл                           |                      | Кентуккі, Гопкінсвілл та Теннессі, Кларксвілл               | Міністерство армії США                  | військова база/навчальний центр                                                        | |
| Форт-Нокс                               |                      | Кентуккі, Буллітт, Гардін, Мід                              | Міністерство армії США                  | військова база/військова школа                                                         | Командування кадрових ресурсів армії/Командування рекрутського набору армії                                                                         |
| Форт Джонсон до 2023 року Форт Полк     |                      | Луїзіана, Вернон                                            | Міністерство армії США                  | військова база/навчальний центр                                                        | Об'єднаний навчальний центр бойової підготовки армії США                                                                                            |
| Абердинський випробувальний полігон     |                      | Меріленд, Абердин                                           | Міністерство армії США                  | випробувальний полігон                                                                 | |
| Форт Детрік                             |                      | Меріленд, Фредерік                                          | Міністерство армії США                  | центр розробки та випробування біологічної, зокрема ентомологічної зброї               | Медичне командування армії |
| Форт Джордж Мід                         |                      | Меріленд, Енн-Арундел                                       | Міністерство армії США                  | військова база                                                                         | Агентство національної безпеки/Кіберкомандування США/Агентство оборонних інформаційних систем (DISA))                                               |
| Форт Девенс                             |                      | Массачусетс, Ширлі/Еєр                                      | Міністерство армії США                  | військова база Резерву армії                                                           | |
| Кемп-Шелбі                              |                      | Міссісіпі, Гаттісбург                                       | Міністерство армії США                  | військова база Національної гвардії армії                                              | |
| Форт Леонард Вуд                        |                      | Міссурі, Пуласкі                                            | Міністерство армії США                  | військова база                                                                         | |
| Форт Дікс                               |                      | Нью-Джерсі, Трентон                                         | Міністерство армії США                  | військова база                                                                         | входить до складу Об'єднаної військової бази Макгвайр-Дікс-Лейкгерст                                                                                |
| Ракетний полігон «Вайт Сендс»           |                      | Нью-Мексико, Чіуауа                                         | Міністерство армії США                  | найбільша військова інсталяція США; випробувальний полігон ракетної та ядерної зброї   | Дослідницько-випробувальне командування армії |
| Форт Драм                               |                      | Нью-Йорк, Вотертаун                                         | Міністерство армії США                  | військова база                                                                         | |
| Форт Ліберті до 2023 року Форт Брегг    |                      | Північна Кароліна, Феєтвіль, Камберленд, Гоук, Мур, Гарнетт | Міністерство армії США                  | військова база                                                                         | Командування сил армії/Командування спеціальних операцій армії/Командування резерву армії                                                           |
| Форт Сілл                               |                      | Оклахома, Лотон                                             | Міністерство армії США                  | військова база                                                                         | |
| Карлайл-Барракс                         |                      | Пенсільванія, Карлайл                                       | Міністерство армії США                  | військовий навчальний заклад                                                           | Воєнний коледж армії США |
| Форт Б'юкенен                           |                      | Пуерто-Рико, Гвайнабо                                       | Міністерство армії США                  | військова база                                                                         | |
| Форт Джексон                            |                      | Південна Кароліна, Колумбія                                 | Міністерство армії США                  | навчальний центр                                                                       | |
| Форт Блісс                              |                      | Техас, Ель-Пасо/ Нью-Мексико, Отеро/Донья-Ана               | Міністерство армії США                  | навчальний центр                                                                       | |
| Форт Кавазос (до 2023 Форт Гуд)         |                      | Техас, Кіллін                                               | Міністерство армії США                  | військова база                                                                         | 1-ша армія |
| Форт Сем Х'юстон                        |                      | Техас, Кіллін                                               | Міністерство армії США                  | військова база                                                                         | Північна армія/Південна армія/Командування рекрутського набору армії/Командування управління інсталяціями армії/Медичне командування армії          |
| Кемп-Пендлтон                           |                      | Вірджинія, Вірджинія-Біч                                    | Міністерство армії США                  | військовий полігон                                                                     | |
| Форт Біве                               |                      | Вірджинія, Ферфакс                                          | Міністерство армії США                  | військова база                                                                         | Командування розвідки та безпеки армії/Агентство управління логістики/Агентство протиракетної оборони/Національне агентство геопросторової розвідки |
| Форт Юстіс                              |                      | Вірджинія, Ньюпорт-Ньюс                                     | Міністерство армії США                  | військова база                                                                         | Командування навчання та доктрин армії входить до складу Об'єднаної військової бази Ленглі-Юстіс                                                    |
| Форт Грегг-Адамс (до 2023 року Форт Лі) |                      | Вірджинія, Принс-Джордж                                     | Міністерство армії США                  | військова база                                                                         | Командування підтримки загальновійськових частин армії                                                                                              |
| Форт Маєр                               |                      | Вірджинія, Арлінгтон                                        | Міністерство армії США                  | історичний центр армії (Національний реєстр історичних місць США)                      | |
| Форт Льюїс                              |                      | Вашингтон, Такома                                           | Міністерство армії США                  | військова база                                                                         | входить до складу Об'єднаної військової бази Льюїс-Маккорд                                                                                          |
| Якіма                                   |                      | Вашингтон, Якіма                                            | Міністерство армії США                  | випробувальний центр та військовий полігон                                             | частка бази Форт Льюїс |
| Форт Маккой                             |                      | Вісконсин, Монро                                            | Міністерство армії США                  | навчальний центр                                                                       | |
| Спільні військові бази                  |                      |                                                             |                                         |                                                                                        | |
| Об'єднана тренувальна база Лос-Аламітос |                      | Каліфорнія, Лос-Аламітос                                    | Міністерство армії США                  | військова база армії та авіабаза Лос-Аламітос                                          | Національна гвардія армії штату Каліфорнія/Резерв Армії                                                                                             |
| Авіабаза армії Хантер                   |                      | Джорджія, Саванна                                           | Міністерство армії США/Берегова охорона | авіабаза армії та Берегової охорони                                                    | |
| За кордоном                             |                      |                                                             |                                         |                                                                                        | |
| Даггер-комплекс                         |                      | Німеччина, Дармштадт                                        | Міністерство армії США                  | дослідницький розвідувальний центр                                                     | Командування розвідки та безпеки армії США |
| Казарми генерала Люсіуса Клея           |                      | Німеччина, Вісбаден                                         | Міністерство армії США                  | військова база                                                                         | Європейська армія |
| Казарми Каттербах                       |                      | Німеччина, Ансбах                                           | Міністерство армії США                  | військова база                                                                         | |
| Келлі-Барракс                           |                      | Німеччина, Штутгарт                                         | Міністерство армії США                  | військова база                                                                         | Африканське Командування Збройних сил США |
| Патч-Барракс                            |                      | Німеччина, Штутгарт                                         | Міністерство армії США                  | військова база                                                                         | Європейське Командування Збройних сил США |
| Зембах-Казерн                           |                      | Німеччина, Зембах                                           | Міністерство армії США                  | військова база                                                                         | |
| Дімона                                  |                      | Ізраїль, Дімона                                             | Міністерство армії США                  | радіолокаційна станція раннього попередження                                           | |
| Казерна Едерле                          |                      | Італія, Віченца                                             | Міністерство армії США                  | військова база                                                                         | Африканська армія США |
| Кемп-Зама                               |                      | Японія, Дзама/Саґаміхара                                    | Міністерство армії США                  | військова база                                                                         | Армія США «Японія» |
| Торіі Стейшн                            |                      | Японія, Йомітан                                             | Міністерство армії США                  | військова база                                                                         | |
| Кемп-Бондстіл                           |                      | Косово, Феріжай                                             | Міністерство армії США                  | військова база                                                                         | |
| Філм-сіті                               |                      | Косово, Приштина                                            | Міністерство армії США                  | військова база                                                                         | |
| Кемп-Керолл                             |                      | Південна Корея, Вегван                                      | Міністерство армії США                  | військова база                                                                         | |
| Кемп-Кейсі                              |                      | Південна Корея, Тондучхон                                   | Міністерство армії США                  | військова база                                                                         | |
| Кемп-Генрі                              |                      | Південна Корея, Тегу                                        | Міністерство армії США                  | військова база                                                                         | |
| Кемп-Гові                               |                      | Південна Корея, Тондучхон                                   | Міністерство армії США                  | військова база                                                                         | |
| Кемп-Гамфріс                            |                      | Південна Корея, Пхентек                                     | Міністерство армії США                  | військова база                                                                         | |
| Кемп-Джексон                            |                      | Південна Корея, Ийджонбу                                    | Міністерство армії США                  | військова база                                                                         | |
| Кемп-Ред-Клауд                          |                      | Південна Корея, Ийджонбу                                    | Міністерство армії США                  | військова база                                                                         | |

### Військові бази Корпусу морської піхоти США
| Назва                                     | Фото                           | Країна розташування (регіон)             | Належність                              | Роль                                                                                      | Прим. |
| Військові бази морської піхоти            | Військові бази морської піхоти | Військові бази морської піхоти           | Військові бази морської піхоти          | Військові бази морської піхоти                                                            | Військові бази морської піхоти |
| На території США                          | На території США               | На території США                         | На території США                        | На території США                                                                          | На території США |
| ----------------------------------------- | ------------------------------ | ---------------------------------------- | --------------------------------------- | ----------------------------------------------------------------------------------------- | --- |
| Юма                                       |                                | Аризона, Юма                             | Міністерство військово-морських сил США | військова база, авіабаза                                                                  | |
| Барстоу                                   |                                | Каліфорнія, Барстоу                      | Міністерство військово-морських сил США | база зберігання                                                                           | |
| Кемп-Пендлтон                             |                                | Каліфорнія, Сан-Дієго                    | Міністерство військово-морських сил США | військова база                                                                            | 1-й експедиційний корпус морської піхоти                                                                                                 |
| Мірамар                                   |                                | Каліфорнія, Мірамар                      | Міністерство військово-морських сил США | авіабаза                                                                                  | |
| Сан-Дієго                                 |                                | Каліфорнія, Сан-Дієго                    | Міністерство військово-морських сил США | навчальний центр підготовки рекрутів                                                      | |
| Центр гірської підготовки морської піхоти |                                | Каліфорнія, Моно                         | Міністерство військово-морських сил США | навчальний центр підготовки веденню бойових дій у гірських умовах та взимку               | |
| Твентінайн-Палмс                          |                                | Каліфорнія, Твентінайн-Палмс             | Міністерство військово-морських сил США | навчально-тренувальний центр підготовки                                                   | |
| Блаунт-Айленд                             |                                | Флорида, Блаунт-Айленд (Сент-Джонс)      | Міністерство військово-морських сил США | військово-морська навчально-тренувальна база                                              | використовується для тренування в завантаженні особового складу, майна, озброєння та військової техніки на десантні та транспортні судна |
| Олбані                                    |                                | Джорджія, Олбані                         | Міністерство військово-морських сил США | база забезпечення та ремонту                                                              | |
| Гаваї                                     |                                | Гаваї, Оаху                              | Міністерство військово-морських сил США | військова база                                                                            | |
| Черрі-Пойнт                               |                                | Північна Кароліна, Гавлок                | Міністерство військово-морських сил США | авіабаза                                                                                  | |
| Нью-Ривер                                 |                                | Північна Кароліна, Джексонвіль           | Міністерство військово-морських сил США | авіабаза                                                                                  | |
| Кемп-Леджейн                              |                                | Північна Кароліна, Онслоу                | Міністерство військово-морських сил США | військова база                                                                            | 2-й експедиційний корпус морської піхоти/ Південне угруповання морської піхоти США                                                       |
| Бофорт                                    |                                | Південна Кароліна, Бофорт                | Міністерство військово-морських сил США | авіабаза                                                                                  | |
| Парріс-Айленд                             |                                | Південна Кароліна, Порт-Роял Бофорт      | Міністерство військово-морських сил США | навчальний центр підготовки рекрутів                                                      | |
| Гендерсон-Холл                            |                                | Вірджинія, Арлінгтон                     | Міністерство військово-морських сил США | військова база                                                                            | штаб-квартира Корпусу морської піхоти входить до складу Об'єднаної військової бази Маєр-Гендерсон-Холл                                   |
| Квантіко                                  |                                | Вірджинія, Квантіко (округ Принс-Вільям) | Міністерство військово-морських сил США | військова база                                                                            | Університет Корпусу морської піхоти Академія ФБР                                                                                         |
| Марін-Барракс                             |                                | Вашингтон, О.К.                          | Міністерство військово-морських сил США | військова база                                                                            | Інститут Корпусу морської піхоти штаб Коменданта Корпусу морської піхоти                                                                 |
| За кордоном                               |                                |                                          |                                         |                                                                                           | |
| Панцер-Казерн                             |                                | Німеччина, Панцер-Казерн, Беблінген      | Міністерство військово-морських сил США | військова база                                                                            | Командування ССО США «Європа», Європейське Командування корпусу морської піхоти США                                                      |
| Смедлі-Батлер                             |                                | Японія, Окінава                          | Міністерство військово-морських сил США | об'єднана військова база                                                                  | |
| Кемп-Кортні                               |                                | Японія, Урума, Окінава                   | Міністерство військово-морських сил США | військова база у складі бази «Смедлі-Батлер»                                              | |
| Кемп-Фудзі                                |                                | Японія, Ґотемба, Сідзуока                | Міністерство військово-морських сил США | військова база у складі бази «Смедлі-Батлер»                                              | |
| Кемп-Фостер                               |                                | Японія, Ґінован, Окінава                 | Міністерство військово-морських сил США | військова база у складі бази «Смедлі-Батлер»                                              | |
| Кемп-Гонсалвес                            |                                | Японія, Накіджін/Хіґаші, Окінава         | Міністерство військово-морських сил США | навчально-тренувальний центр бойовим діям в умовах джунглів у складі бази «Смедлі-Батлер» | |
| Кемп-Гансен                               |                                | Японія, Кін, Окінава                     | Міністерство військово-морських сил США | військова база у складі бази «Смедлі-Батлер»                                              | |
| Кемп-Кінсер                               |                                | Японія, Урасое, Окінава                  | Міністерство військово-морських сил США | військова база у складі бази «Смедлі-Батлер»                                              | |
| Кемп-Макт'юріос                           |                                | Японія, Урума, Окінава                   | Міністерство військово-морських сил США | військова база у складі бази «Смедлі-Батлер»                                              | |
| Кемп-Шваб                                 |                                | Японія, Наґо, Окінава                    | Міністерство військово-морських сил США | військова база у складі бази «Смедлі-Батлер»                                              | |
| Футенма                                   |                                | Японія, Ґінован, Окінава                 | Міністерство військово-морських сил США | авіабаза                                                                                  | |
| Івакуні                                   |                                | Японія, Івакуні, Ямаґуті                 | Міністерство військово-морських сил США | авіабаза                                                                                  | |

### Військові бази ВМС США
| Назва                                                  | Фото               | Країна розташування (регіон)                            | Належність                              | Роль                                                    | Прим. |
| Військові бази ВМС                                     | Військові бази ВМС | Військові бази ВМС                                      | Військові бази ВМС                      | Військові бази ВМС                                      | Військові бази ВМС |
| На території США                                       | На території США   | На території США                                        | На території США                        | На території США                                        | На території США |
| ------------------------------------------------------ | ------------------ | ------------------------------------------------------- | --------------------------------------- | ------------------------------------------------------- | --- |
| Чайна-Лейк                                             |                    | Каліфорнія, Риджкрест, пустеля Мохаве, Керн             | Міністерство військово-морських сил США | військова база, авіабаза, полігон                       | |
| Коронадо                                               |                    | Каліфорнія, Сан-Клементе, Сан-Дієго                     | Міністерство військово-морських сил США | об'єднана військово-морська база                        | має у своєму складі 8 інсталяцій: Норд-Айленд, Коронадо, Імперіал-Біч, Сан-Клементе, Сілвер-Стренд, Навчальний центр гірської підготовки імені М.Мансура, Центр виживання ВМС США, Кемп-Морена |
| Лемур                                                  |                    | Каліфорнія, Кінгс, Фресно                               | Міністерство військово-морських сил США | авіабаза                                                | |
| Школа післядипломної освіти Монтерей                   |                    | Каліфорнія, Монтерей                                    | Міністерство військово-морських сил США | військовий навчальний заклад                            | |
| Пойнт-Лома                                             |                    | Каліфорнія, Пойнт-Лома                                  | Міністерство військово-морських сил США | військово-морська база                                  | |
| Пойнт-Мугу                                             |                    | Каліфорнія, Окснард                                     | Міністерство військово-морських сил США | авіабаза                                                | |
| Сан-Дієго                                              |                    | Каліфорнія, Сан-Дієго                                   | Міністерство військово-морських сил США | військово-морська база                                  | |
| Нью-Лондон                                             |                    | Коннектикут, Сан-Дієго                                  | Міністерство військово-морських сил США | військово-морська база                                  | база підводних човнів |
| Вашингтон                                              |                    | , Колумбія                                              | Міністерство військово-морських сил США | військово-морська база                                  | музей, колишня верф та збройовий завод |
| Вашингтон                                              |                    | Меріленд, Кемп-Спрінгс                                  | Міністерство військово-морських сил США | авіабаза ВМС                                            | |
| Дослідна лабораторія ВМС США                           |                    | , Колумбія                                              | Міністерство військово-морських сил США | штаб-квартира дослідного центру                         | до складу дослідної лабораторії входить декілька інсталяцій |
| Пенсакола                                              |                    | Флорида, Пенсакола                                      | Міністерство військово-морських сил США | авіабаза                                                | |
| Джексонвілл                                            |                    | Флорида, Джексонвілл                                    | Міністерство військово-морських сил США | авіабаза                                                | |
| Кі-Вест                                                |                    | Флорида, Кі-Вест                                        | Міністерство військово-морських сил США | авіабаза                                                | |
| Мейпорт                                                |                    | Флорида, Джексонвілл                                    | Міністерство військово-морських сил США | військово-морська база                                  | |
| Навчальний центр випробування авіаційної зброї ВМС США |                    | Флорида, Орландо                                        | Міністерство військово-морських сил США | навчальний центр, полігон                               | навчально-випробувальний полігон авіаційної зброї |
| Панама-Сіті                                            |                    | Флорида, Панама-Сіті (округ Бей)                        | Міністерство військово-морських сил США | військова база                                          | навчально-випробувальний полігон |
| Вайтінг-Філд                                           |                    | Флорида, Мілтон                                         | Міністерство військово-морських сил США | авіабаза                                                | тренувальна база підготовки пілотів ВМС |
| Кінгс-Бей                                              |                    | Джорджія, Сент-Меріс                                    | Міністерство військово-морських сил США | військово-морська база                                  | база підводних човнів |
| Доббінз                                                |                    | Джорджія, Маріетта                                      | Міністерство військово-морських сил США | авіабаза                                                | 22-га повітряна армія |
| Гуам                                                   |                    | Гуам, Апра-Гарбор, Гуам                                 | Міністерство військово-морських сил США | військово-морська база                                  | військово-морська база; входить до складу Об'єднаного регіону Маріанські острови |
| Тихоокеанський ракетний полігон «Баркінг-Сенд»         |                    | Гаваї, Кекага, Кауаї                                    | Міністерство військово-морських сил США | військовий полігон                                      | навчально-тренувальний та випробувальний ракетний полігон ВМС |
| Грейт-Лейкс                                            |                    | Іллінойс, Норт-Чикаго, Лейк                             | Міністерство військово-морських сил США | військова база                                          | військова база для підготовки рекрутів |
| Дослідницький центр озброєння ВМС США                  |                    | Індіана, Мартін                                         | Міністерство військово-морських сил США | випробувальний полігон та дослідницький центр озброєння | |
| Новий Орлеан                                           |                    | Луїзіана, Белль-Шасс                                    | Міністерство військово-морських сил США | авіабаза                                                | використовується також ПС Національної гвардії Луїзіани, Береговою охороною, Резервом Корпусу морської піхоти                                                                                  |
| Портсмут                                               |                    | Мен, Кіттері                                            | Міністерство військово-морських сил США | суднобудівний завод                                     | |
| Патаксент-Ривер                                        |                    | Меріленд, Графство Святої Марії                         | Міністерство військово-морських сил США | авіабаза                                                | |
| Кемп-Девід                                             |                    | Меріленд, Термонт, Фредерік                             | Міністерство військово-морських сил США | військова база                                          | заміська резиденція Президента США |
| Військово-морська Академія США                         |                    | Меріленд, Аннаполіс                                     | Міністерство військово-морських сил США | навчальний заклад                                       | вищий навчальний військовий заклад |
| Мерідіан                                               |                    | Міссісіпі, Мерідіан                                     | Міністерство військово-морських сил США | авіабаза                                                | |
| Фоллон                                                 |                    | Невада, Фоллон                                          | Міністерство військово-морських сил США | авіабаза                                                | |
| Ерл                                                    |                    | Нью-Джерсі, Монмаут/Говелл/Волл Тауншип                 | Міністерство військово-морських сил США | військова база                                          | база зберігання боєприпасів ВМС |
| Лейкгерст                                              |                    | Нью-Джерсі, Лейкгерст                                   | Міністерство військово-морських сил США | авіабаза                                                | входить до складу Об'єднаної військової бази Макгвайр-Дікс-Лейкгерст |
| Ньюпорт                                                |                    | Род-Айленд, Міддлтаун/Ньюпорт                           | Міністерство військово-морських сил США | військово-морська база                                  | |
| Мід-Саут                                               |                    | Теннессі, Міллінгтон                                    | Міністерство військово-морських сил США | військово-морська база                                  | Командування рекрутського набору, Бюро персоналу ВМС |
| Корпус-Крісті                                          |                    | Техас, Корпус-Крісті                                    | Міністерство військово-морських сил США | авіабаза                                                | |
| Форт-Верт                                              |                    | Техас, Форт-Верт                                        | Міністерство військово-морських сил США | авіабаза                                                | |
| Кінгсвілл                                              |                    | Техас, Кінгсвілл                                        | Міністерство військово-морських сил США | авіабаза                                                | |
| Дальгрен                                               |                    | Вірджинія, Дальгрен                                     | Міністерство військово-морських сил США | випробувальний центр та військовий полігон              | |
| Норфолк                                                |                    | Вірджинія, Норфолк                                      | Міністерство військово-морських сил США | військово-морська база                                  | Командування Резерву ВМС |
| Оушеана                                                |                    | Вірджинія, Вірджинія-Біч                                | Міністерство військово-морських сил США | авіабаза                                                | |
| Йорктаун                                               |                    | Вірджинія, Йорктаун                                     | Міністерство військово-морських сил США | арсенал морських озброєнь                               | |
| Кітсап                                                 |                    | Вашингтон, Сіетл                                        | Міністерство військово-морських сил США | військово-морська база                                  | |
| Відбі-Айленд                                           |                    | Вашингтон, Айленд                                       | Міністерство військово-морських сил США | авіабаза                                                | |
| Еверетт                                                |                    | Вашингтон, Еверетт                                      | Міністерство військово-морських сил США | військово-морська база                                  | |
| Спільні військові бази                                 |                    |                                                         |                                         |                                                         | |
| За кордоном                                            |                    |                                                         |                                         |                                                         | |
| Бахрейн                                                |                    | Бахрейн, Манама                                         | Міністерство військово-морських сил США | військово-морська база                                  | 5-й флот/Центральне командування ВМС США |
| Дієго-Гарсія                                           |                    | Британська територія в Індійському океані, Дієго-Гарсія | Міністерство військово-морських сил США | військово-морська база                                  | |
| Гуантанамо                                             |                    | Куба, Гуантанамо                                        | Міністерство військово-морських сил США | військово-морська база                                  | |
| Кемп-Лемоньє                                           |                    | Джибуті, аеропорт Джибуті                               | Міністерство військово-морських сил США | військова база                                          | база експедиційних сил |
| Суда                                                   |                    | Греція, Суда                                            | Міністерство військово-морських сил США | військово-морська база                                  | |
| Сігонелла                                              |                    | Італія, Катанія, Сицилія                                | Міністерство військово-морських сил США | авіабаза                                                | |
| Рота                                                   |                    | Іспанія, Рота                                           | Міністерство військово-морських сил США | військово-морська база                                  | |
| Неаполь                                                |                    | Італія, Неаполь                                         | Міністерство військово-морських сил США | військово-морська база                                  | 6-й флот/Командування ВМС США у Європі |
| Кувейт                                                 |                    | Кувейт, Ель-Кувейт                                      | Міністерство військово-морських сил США | військово-морська база                                  | |
| Чінхегу                                                |                    | Південна Корея, Пусан                                   | Міністерство військово-морських сил США | військово-морська база                                  | |
| Ацуґі                                                  |                    | Японія, Префектура Канаґава                             | Міністерство військово-морських сил США | авіабаза                                                | |
| Йокосука                                               |                    | Японія, Йокосука                                        | Міністерство військово-морських сил США | військово-морська база                                  | |
| Сасебо                                                 |                    | Японія, Сасебо                                          | Міністерство військово-морських сил США | військово-морська база                                  | |

### Військові бази Повітряних сил США
| Назва                         | Фото                          | Країна розташування (регіон)                  | Належність                      | Роль                                                        | Прим. |
| Військові бази Повітряних сил | Військові бази Повітряних сил | Військові бази Повітряних сил                 | Військові бази Повітряних сил   | Військові бази Повітряних сил                               | Військові бази Повітряних сил |
| На території США              | На території США              | На території США                              | На території США                | На території США                                            | На території США |
| ----------------------------- | ----------------------------- | --------------------------------------------- | ------------------------------- | ----------------------------------------------------------- | --- |
| Максвелл                      |                               | Алабама, Монтгомері                           | Міністерство Повітряних сил США | військово-повітряна база                                    | |
| Клір                          |                               | Аляска, Деналі                                | Міністерство Повітряних сил США | база Повітряних сил системи попередження про ракетний напад | Повітряні сили Національної гвардії Аляски/Космічне командування Повітряних сил США |
| Андерсен                      |                               | Гуам, Джіго                                   | Міністерство Повітряних сил США | військово-повітряна база                                    | Тихоокеанське командування Повітряних сил США; входить до складу Об'єднаного регіону Маріанські острови |
| Аєлсон                        |                               | Аляска, Фербенкс                              | Міністерство Повітряних сил США | Військово-повітряна база                                    | |
| Елмендорф                     |                               | Аляска, Фербенкс                              | Міністерство Повітряних сил США | Військово-повітряна база                                    | входить до складу Об'єднаної військової бази Елмендорф-Річардсон |
| Девіс-Монтен                  |                               | Аризона, Тусон                                | Міністерство Повітряних сил США | Військово-повітряна база                                    | |
| Люк                           |                               | Аризона, Глендейл                             | Міністерство Повітряних сил США | Військово-повітряна база                                    | |
| Літтл-Рок                     |                               | Арканзас, Джексонвіль                         | Міністерство Повітряних сил США | Військово-повітряна база                                    | |
| Бил                           |                               | Каліфорнія, Мерісвілл                         | Міністерство Повітряних сил США | Військово-повітряна база                                    | |
| Едвардс                       |                               | Каліфорнія, Ланкастер                         | Міністерство Повітряних сил США | Військово-повітряна база                                    | |
| Лос-Анджелес                  |                               | Каліфорнія, Ель-Сегундо                       | Міністерство Повітряних сил США | Військово-повітряна база                                    | Центр космічно-ракетних систем |
| Март                          |                               | Каліфорнія, Морено-Валлі                      | Міністерство Повітряних сил США | Військово-повітряна база                                    | 4-та повітряна армія |
| Тревіс                        |                               | Каліфорнія, Ферфілд                           | Міністерство Повітряних сил США | Військово-повітряна база                                    | |
| Ванденберг                    |                               | Каліфорнія, Санта-Барбара                     | Міністерство Повітряних сил США | військово-повітряна база з космодромом                      | |
| Баклі                         |                               | Колорадо, Орора                               | Міністерство Повітряних сил США | військово-повітряна база                                    | |
| Петерсон                      |                               | Колорадо, Колорадо-Спрінгс, Ель-Пасо          | Міністерство Повітряних сил США | військово-повітряна база                                    | Космічне командування Повітряних сил США |
| Шривер                        |                               | Колорадо, Колорадо-Спрінгс, Ель-Пасо          | Міністерство Повітряних сил США | військово-повітряна база                                    | |
| Академія Повітряних сил США   |                               | Колорадо, Колорадо-Спрінгс, Ель-Пасо          | Міністерство Повітряних сил США | навчальний заклад                                           | вищий навчальний військовий заклад |
| Довер                         |                               | Делавер, Довер                                | Міністерство Повітряних сил США | військово-повітряна база                                    | |
| Боллінг                       |                               | , Колумбія                                    | Міністерство Повітряних сил США | військово-повітряна база                                    | входить до складу Об'єднаної військової бази Анакостіа-Боллінг |
| Еглін                         |                               | Флорида, Валперейзо                           | Міністерство Повітряних сил США | військово-повітряна база                                    | |
| Гарлбарт Філд                 |                               | Флорида, Мері-Естер, Окалуса                  | Міністерство Повітряних сил США | військово-повітряна база                                    | Командування спеціальних операцій Повітряних сил США/1-ше крило спеціальних операцій |
| Мак-Ділл                      |                               | Флорида, Тампа                                | Міністерство Повітряних сил США | військово-повітряна база                                    | |
| Патрік                        |                               | Флорида, Бревард                              | Міністерство Повітряних сил США | військово-повітряна база з космодромом Канаверал            | |
| Тиндалл                       |                               | Флорида, Панама-Сіті, округ Бей               | Міністерство Повітряних сил США | військово-повітряна база                                    | 1-ша повітряна армія |
| Муді                          |                               | Джорджія, Валдоста                            | Міністерство Повітряних сил США | військово-повітряна база                                    | |
| Робінс                        |                               | Джорджія, Ворнер-Робінс                       | Міністерство Повітряних сил США | військово-повітряна база                                    | Командування резерву Повітряних сил США |
| Маунтін-Гоум                  |                               | Айдахо, Маунтін-Гоум                          | Міністерство Повітряних сил США | військово-повітряна база                                    | |
| Скотт                         |                               | Іллінойс, Сент-Клер                           | Міністерство Повітряних сил США | військово-повітряна база                                    | Транспортне Командування Збройних сил США/Транспортне командування Повітряних сил США/Командування військово-морських перевезень США/18-та повітряна армія                                                                         |
| Гріссом                       |                               | Індіана, Банкер-Гілл                          | Міністерство Повітряних сил США | військово-повітряна база                                    | резервна авіабаза |
| Макконнелл                    |                               | Канзас, Вічита                                | Міністерство Повітряних сил США | військово-повітряна база                                    | |
| Барксдейл                     |                               | Луїзіана, Божер-Сіті                          | Міністерство Повітряних сил США | військово-повітряна база                                    | Командування глобальних ударів Повітряних сил США/8-ма повітряна армія |
| Хенском                       |                               | Массачусетс, Бедфорд                          | Міністерство Повітряних сил США | військово-повітряна база                                    | |
| Вестовер                      |                               | Массачусетс, Чикопі                           | Міністерство Повітряних сил США | військово-повітряна база                                    | авіабаза резерву |
| Колумбус                      |                               | Міссісіпі, Колумбус                           | Міністерство Повітряних сил США | військово-повітряна база                                    | |
| Кіслер                        |                               | Міссісіпі, Білоксі                            | Міністерство Повітряних сил США | військово-повітряна база                                    | 2-га повітряна армія |
| Вайтмен                       |                               | Міссурі, Ноб-Ностер                           | Міністерство Повітряних сил США | військово-повітряна база                                    | |
| Мальстром                     |                               | Монтана, Ґрейт-Фолс                           | Міністерство Повітряних сил США | військово-повітряна база                                    | |
| Оффут                         |                               | Небраска, Омаха                               | Міністерство Повітряних сил США | військово-повітряна база                                    | Стратегічне командування США |
| Нелліс                        |                               | Невада, Кларк                                 | Міністерство Повітряних сил США | військово-повітряна база                                    | |
| Макгвайр                      |                               | Нью-Джерсі, Райтстаун                         | Міністерство Повітряних сил США | військово-повітряна база                                    | входить до складу Об'єднаної військової бази Макгвайр-Дікс-Лейкгерст |
| Кеннон                        |                               | Нью-Мексико, Кловіс                           | Міністерство Повітряних сил США | військово-повітряна база                                    | |
| Голломен                      |                               | Нью-Мексико, Аламоґордо                       | Міністерство Повітряних сил США | військово-повітряна база                                    | |
| Кіртленд                      |                               | Нью-Мексико, Альбукерке                       | Міністерство Повітряних сил США | військово-повітряна база                                    | |
| Поуп Філд                     |                               | Північна Кароліна, Феєтвіль, округ Камберленд | Міністерство Повітряних сил США | військово-повітряна база                                    | |
| Сеймур Джонсон                |                               | Північна Кароліна, Ґолдсборо                  | Міністерство Повітряних сил США | військово-повітряна база                                    | |
| Гранд Форкс                   |                               | Північна Дакота, Емерадо                      | Міністерство Повітряних сил США | військово-повітряна база                                    | |
| Майнот                        |                               | Північна Дакота, Майнот                       | Міністерство Повітряних сил США | військово-повітряна база                                    | |
| Райт-Паттерсон                |                               | Огайо, Дейтон                                 | Міністерство Повітряних сил США | військово-повітряна база                                    | Командування матеріального забезпечення Повітряних сил США |
| Алтус                         |                               | Оклахома, Алтус                               | Міністерство Повітряних сил США | військово-повітряна база                                    | |
| Тінкер                        |                               | Оклахома, Оклахома-Сіті                       | Міністерство Повітряних сил США | військово-повітряна база                                    | |
| Венс                          |                               | Оклахома, Енід                                | Міністерство Повітряних сил США | військово-повітряна база                                    | |
| Чарлстон                      |                               | Південна Кароліна, Норт-Чарлстон              | Міністерство Повітряних сил США | військово-повітряна база                                    | |
| Шоу                           |                               | Південна Кароліна, Самтер                     | Міністерство Повітряних сил США | військово-повітряна база                                    | |
| Еллсворт                      |                               | Південна Дакота, Бокс-Елдер                   | Міністерство Повітряних сил США | військово-повітряна база                                    | |
| Арнольд                       |                               | Теннессі, Таллагома                           | Міністерство Повітряних сил США | військова база                                              | випробувальний центр літальних апаратів та авіаційних двигунів |
| Дайс                          |                               | Техас, Абілін                                 | Міністерство Повітряних сил США | військово-повітряна база                                    | |
| Гудфеллоу                     |                               | Техас, Сан-Анджело                            | Міністерство Повітряних сил США | військова база                                              | тренувальний центр підготовки фахівців криптографії та розвідки для ПС |
| Лекланд                       |                               | Техас, Беар                                   | Міністерство Повітряних сил США | військово-повітряна база                                    | багатопрофільний навчально-тренувальний центр; входить до складу Об'єднаної військової бази Сан-Антоніо (разом з Форт Сем Х'юстон та авіабазою Рендольф); 24-та та 25-та повітряні армії; Мовний інститут Міністерства оборони США |
| Лафлін                        |                               | Техас, Дель-Ріо                               | Міністерство Повітряних сил США | військово-повітряна база                                    | |
| Рендольф                      |                               | Техас, Беар                                   | Міністерство Повітряних сил США | військово-повітряна база                                    | входить до складу Об'єднаної військової бази Сан-Антоніо (разом з Форт Сем Х'юстон та авіабазою Лекланд); Командування освіти та тренувань Повітряних сил США                                                                      |
| Шеппард                       |                               | Техас, Вічита-Фоллс                           | Міністерство Повітряних сил США | військово-повітряна база                                    | |
| Гілл                          |                               | Юта, Огден                                    | Міністерство Повітряних сил США | військово-повітряна база                                    | |
| Ленглі                        |                               | Вірджинія, Гемптон                            | Міністерство Повітряних сил США | військово-повітряна база                                    | входить до складу Об'єднаної військової бази Ленглі-Юстіс (разом з Форт Юстіс); Бойове командування Повітряних сил США |
| Фейрчайлд                     |                               | Вашингтон, Спокан                             | Міністерство Повітряних сил США | військово-повітряна база                                    | |
| Маккорд                       |                               | Вашингтон, Пірс                               | Міністерство Повітряних сил США | військово-повітряна база                                    | входить до складу Об'єднаної військової бази Льюїс-Маккорд |
| Франціса Воррена              |                               | Вайомінг, Шаєнн                               | Міністерство Повітряних сил США | військово-повітряна база/ ракетна база                      | 20-та повітряна армія |
| За кордоном                   |                               |                                               |                                 |                                                             | |
| Гайленкірхен                  |                               | Німеччина, Гайленкірхен                       |                                 | військово-повітряна база                                    | авіаційна база НАТО |
| Рамштайн                      |                               | Німеччина, Рамштайн-Мізенбах                  | Міністерство Повітряних сил США | військово-повітряна база                                    | Об'єднане командування ВПС НАТО/Командування Повітряних сил США у Європі/3-тя повітряна армія |
| Шпангдалем                    |                               | Німеччина, Шпангдалем                         | Міністерство Повітряних сил США | військово-повітряна база                                    | |
| Туле                          |                               | Данія, Каанаак ( Гренландія)                  | Міністерство Повітряних сил США | військово-повітряна база                                    | |
| Авіано                        |                               | Італія, Авіано                                | Міністерство Повітряних сил США | військово-повітряна база                                    | |
| Кадена                        |                               | Японія, Кадена, Окінава                       | Міністерство Повітряних сил США | військово-повітряна база                                    | |
| Місава                        |                               | Японія, Місава, Аоморі                        | Міністерство Повітряних сил США | військово-повітряна база                                    | |
| Йокота                        |                               | Японія, Фусса                                 | Міністерство Повітряних сил США | військово-повітряна база                                    | Командування Збройних сил США в Японії |
| Алі Ель-Салем                 |                               | Кувейт, Ель-Кувейт                            | Міністерство Повітряних сил США | військово-повітряна база                                    | |
| Ель-Удейд                     |                               | Катар, Доха                                   | Міністерство Повітряних сил США | військово-повітряна база                                    | Центральне командування Повітряних сил США |
| Кунсан                        |                               | Південна Корея, Кунсан                        | Міністерство Повітряних сил США | військово-повітряна база                                    | |
| Осан                          |                               | Південна Корея, Пхьонтек                      | Міністерство Повітряних сил США | військово-повітряна база                                    | 7-ма повітряна армія |
| Інджирлік                     |                               | Туреччина, Інджирлік                          | Міністерство Повітряних сил США | військово-повітряна база                                    | |
| Алконбері                     |                               | Велика Британія, Гантінгдоншир                | Міністерство Повітряних сил США | військово-повітряна база                                    | |
| Кроутон                       |                               | Велика Британія, Кроутон, Нортгемптоншир      | Міністерство Повітряних сил США | військова база зі станцією зв'язку                          | |
| Лейкенхіт                     |                               | Велика Британія, Брандон, Саффолк             | Міністерство Повітряних сил США | військово-повітряна база                                    | |
| Мілденхолл                    |                               | Велика Британія, Мілденхолл, Саффолк          | Міністерство Повітряних сил США | військово-повітряна база                                    | |

## Мапа
- об'єднані військові бази
- військові бази Армії США
- військові бази Корпусу морської піхоти США
- військові бази Військово-морських сил США
- військові бази Повітряних сил США
- військові бази Космічних військ США